# الراية الحمراء لجنوب إفريقيا
استُخدمت الراية الحمراء في جنوب أفريقيا كعلم غير رسمي لاتحاد جنوب أفريقيا بين عامي 1910 و1928، حيث تم استبداله بعلم اتحاد جنوب أفريقيا الجديد. كان العلم عبارة عن راية حمراء تشوهت مع جزء من شعار نبالة جنوب أفريقيا على قرص أبيض.